# Parroquia de Saint Peter Basseterre
Saint Peter Basseterre es una de las 14 parroquias administrativas que componen San Cristóbal y Nieves. Está situado en la isla principal de Saint Kitts y la capital de la parroquia es Monkey Hill. Población: 3472 habitantes. Densidad: 165.33 personas por kilómetro cuadrado.

## Territorio
Posee 21 km², consisten en colinas y montañas boscosas en el noroeste y el interior, culminando en el Moonte Olivee, de 910 metros. Otra montaña notable es Monkey Hill que limita al sureste con de la montaña de Olivee.
Es también portador de muchas granjas campesinas y también del aeropuerto Robert L. Bradshaw. Las áreas notables a lo largo del estiramiento son Barker's Point y Conaree Beach. Las playas de Saint Peter Basseterre son utilizadas por las tortugas de Leatherback para poner sus huevos.

## Pueblos y Aldeas
Capital:Monkey Hill
Aldeas y Pueblos:
- Bayford's
- Canada
- Conaree
- John England Village
- La Fontaine
- Morgan Heights
- New Road
- Saint Peter's
- Ogee's
- Parry's
- Stapleton

## Economía
La economía de la parroquia de Saint Peter es altamente industrial. El área de Canada State es dueña de la mina de la isla, provee a muchas industrias subsidiarias que fabrican bloques y concreto preparado. La parroquia es también hogar del área más inútil de la isla, norte localizado cewrca de la aldea de Conaree.
Cerca de la aldea de Conaree también hay dos de las instalaciones más lujosas de la isla, un estadio, utilizado para el Golf y el Fútbol.
La agricultura domina el valle de Basseterre, y el ganado de los granjeros campesinos y las frutas son para la consumición.
El turismo no es una industria particularmente dominante en la parroquia, aunque es dueño de La casa Blanca de la isla y de las ruinas del Chateau de Montagne en La Fontaine.

## Puertos
No hay puertos en la parroquia debido a las ondas atlánticas ásperas a lo largo de la costa y de las muchas formaciones peligrosas.
- Datos: Q1725609
- Multimedia: Saint Peter Basseterre / Q1725609